# Spółgłoska
Spółgłoska – dźwięk języka mówionego powstający w wyniku całkowitego lub częściowego zablokowania przepływu powietrza przez aparat mowy (kanał głosowy). W czasie wymawiania spółgłosek powstaje szmer, gdy powietrze natrafia na przeszkodę (zwarcie, zbliżenie).
Do opisu artykulacji spółgłoski stosuje się następujące kryteria:
- sposób artykulacji, czyli stopień/sposób ograniczenia przepływu przez kanał głosowy,
- miejsce artykulacji, czyli miejsce największego zbliżenia lub zwarcia narządów mowy,
- narząd artykulacji biorący udział w tworzeniu zwężenia lub zwarcia,
- udział wiązadeł głosowych (dźwięczność/bezdźwięczność).

W języku polskim spółgłoski nie tworzą zasadniczo sylaby, czyli są niesylabiczne. Do wyjątków należą leksemy takie jak: pst, brr itp., w których elementem sylabicznym są spółgłoski s, r. W niektórych językach spółgłoski mogą tworzyć sylaby, czyli być elementem sylabicznym. Szczególnie często taką rolę spełniają spółgłoski nosowe, płynne. Przykładem może być tu język czeski, w którym spółgłoski r, l tworzą sylaby (np. wyrazy: čtvrt 'ćwierć', vlk 'wilk', są jednosylabowe).
Języki różnią się liczbą używanych spółgłosek – język ubychijski miał ich 84, a rotokas używa tylko sześciu.

## Najczęstsze spółgłoski
Najczęściej spotykanymi spółgłoskami na świecie są trzy bezdźwięczne spółgłoski zwarte [p], [t], [k] oraz dwie nosowe [m], [n]. Jednak nawet te wspólne pięć nie jest uniwersalne:
- w kilku językach w okolicach Sahary, w tym arabskim, brakuje [p];
- w niektórych językach Ameryki Północnej, takich jak mohawk, brakuje obu [p] i [m];
- w języku wichita w Oklahomie i niektórych językach zachodnioafrykańskich, takich jak ijo, brakuje spółgłoski /n/ na poziomie fonemicznym, ale używają go jako alofonu innej spółgłoski (/l/ w przypadku Ijo i /ɾ/ w przypadku Wichita);
- w kilku językach na wyspie Bougainville i wokół Puget Sound, takich jak makah, brakuje zarówno [m], jak i [n];
- w języku nǁng brakuje [t],[a];
- w potocznym języku samoańskim brakuje obu [t] i [n].[b];
- pomimo 80 rzadko spotykanych spółgłosek w ubyskim, w jego rodzimych słowach brakuje zwykłego /k/, podobnie jak w pokrewnych językach adygejskim i kabardyjskim. Ale z kilkoma wyjątkami, takimi jak xavante i tahitański - które nie mają żadnych spółgłosek dorsalnych - prawie wszystkie inne języki mają co najmniej jedną spółgłoskę miękkopodniebienną: kilka języków, które nie mają prostego [k] zwykle mają spółgłoskę, która jest bardzo podobna. Na przykład cechą północno-zachodniego wybrzeża Pacyfiku jest to, że historyczne *[k] uległo palatalizacji w wielu językach, więc saanicz ma na przykład [tʃ] i [kʷ] ale nie ma zwykłego [k];[1][2] podobnie historyczne *[k] w językach abchasko-adygejskich zostało spalatalizowane do /kʲ/ w ubyskim i /tʃ/ w większości adygejskich dialektów.[3]

W wielu językach najczęstszą spółgłoską w mowie jest [p].